# Ingrid Landmark Tandrevoldová
Ingrid Landmark Tandrevoldová, nepřechýleně Ingrid Landmark Tandrevold (* 23. září 1996 Bærum) je norská biatlonistka a čtyřnásobná mistryně světa. Jejím největším individuálním úspěchem jsou stříbrné medaile ze závodů s hromadným startem z Mistrovství světa 2021 a 2023 a ze sprintu z Mistrovství světa 2019.
Biatlonu se věnuje od roku 2007.
V závodech světového poháru dokázala ve své dosavadní kariéře zvítězit ve pěti individuálních závodech, když poprvé ovládla závěrečný závod s hromadným startem v Östersundu na konci sezóny 2020/2021. Jednadvacetkrát také zvítězila jako členka norské štafety.

## Výsledky

### Olympijské hry a mistrovství světa
| Sezóna  | Akce | Místo                | SP  | SZ  | HZ  | IZ  | ŠT  | SŠT | SZD | Věk    |
| ------- | ---- | -------------------- | --- | --- | --- | --- | --- | --- | --- | ------ |
| 2017/18 | ZOH  | Pchjongčchang        | 59. | 42. | –   | 43. | 4.  | –   | –   | 22 let |
| 2018/19 | MS   | Östersund            | 2.  | 8.  | 11. | 18. | 1.  | –   | –   | 23 let |
| 2019/20 | MS   | Anterselva           | 57. | 14. | 16. | 16. | 1.  | –   | –   | 24 let |
| 2020/21 | MS   | Pokljuka             | 21. | 10. | 2.  | 3.  | 1.  | –   | –   | 25 let |
| 2021/22 | ZOH  | Peking               | 5.  | 14. | DNS | 8.  | –   | –   | ×   | 26 let |
| 2022/23 | MS   | Oberhof              | 14. | 4.  | 2.  | 11. | 6.  | 1.  | –   | 27 let |
| 2023/24 | MS   | Nové Město na Moravě | 25. | 34. | 10. | 27. | 10. | 2.  | 3.  | 28 let |
| 2024/25 | MS   | Lenzerheide          | 23. | 18. | 20. | 39. | 2.  | 4.  | –   | 29 let |

Poznámka: Výsledky z olympijských her se do hodnocení světového poháru nezapočítávají, výsledky z mistrovství světa se dříve započítávaly, od mistrovství světa v roce 2023 se nezapočítávají.

### Světový pohár

#### Sezóna 2018/2019
| ČSP              | Místo                | SP                   | SZ  | HZ  | IZ  | ŠT | SŠT | SZD | STŘ |
| ---------------- | -------------------- | -------------------- | --- | --- | --- | -- | --- | --- | --- |
| 1.               | Pokljuka             | 27.                  | 30. | –   | 28. | –  | 6.  |     |     |
| 2.               | Hochfilzen           | 20.                  | 17. | –   | –   | 6. | –   | –   |     |
| 3.               | Nové Město na Moravě | 34.                  | 37. | 6.  | –   | –  | –   | –   |     |
| 4.               | Oberhof              | 14.                  | 15. | –   | –   | 4. | –   | –   |     |
| 5.               | Ruhpolding           | 26.                  | –   | 2.  | –   | 2. | –   | –   |     |
| 6.               | Anterselva           | 24.                  | 17. | 26. | –   | –  | –   | –   |     |
| 7.               | Canmore              | –                    | –   | –   | 5.  | 2. | –   | –   |     |
| 8.               | Soldier Hollow       | 35.                  | 19. | –   | –   | –  |     | 5.  |     |
| 9.               | Holmenkollen         | 16.                  | 37. | 19. | –   | –  | –   | –   |     |
| Celkové umístění | Celkové umístění     | 11.                  | 19. | 6.  | 8.  | 1. | 1.  | 1.  |     |
| Celkové umístění | Celkové umístění     | 557 bodů (11. místo) |     |     |     | 1. | 1.  | 1.  |     |

#### Sezóna 2019/2020
| ČSP              | Místo                | SP                  | SZ      | HZ      | IZ      | ŠT      | SŠT     | SZD     | STŘ |
| ---------------- | -------------------- | ------------------- | ------- | ------- | ------- | ------- | ------- | ------- | --- |
| 1.               | Östersund            | 25.                 | –       | –       | 4.      | 1.      | 2.      |         |     |
| 2.               | Hochfilzen           | 2.                  | 3.      | –       | –       | 1.      | –       | –       |     |
| 3.               | Annecy               | 6.                  | 2.      | 12.     | –       | –       | –       | –       |     |
| 4.               | Oberhof              | 34.                 | –       | 23.     | –       | 1.      | –       | –       |     |
| 5.               | Ruhpolding           | 32.                 | 14.     | –       | –       | 1.      | –       | –       |     |
| 6.               | Pokljuka             | –                   | –       | 8.      | 32.     | –       | 2.      |         |     |
| 8.               | Nově Město na Moravě | 25.                 | –       | 18.     | –       | 1.      | –       | –       |     |
| 9.               | Kontiolahti          | 9.                  | 12.     | –       | –       | –       | zrušeno | zrušeno |     |
| 10.              | Holmenkollen         | zrušeno             | zrušeno | zrušeno | zrušeno | zrušeno | zrušeno | zrušeno |     |
| Celkové umístění | Celkové umístění     | 11.                 | 3.      | 13.     | 11.     | 1.      | 1.      | 1.      |     |
| Celkové umístění | Celkové umístění     | 554 bodů (7. místo) |         |         |         | 1.      | 1.      | 1.      |     |

#### Sezóna 2020/2021
| ČSP              | Místo                | SP                  | SZ  | HZ  | IZ  | ŠT | SŠT | SZD | STŘ |
| ---------------- | -------------------- | ------------------- | --- | --- | --- | -- | --- | --- | --- |
| 1.               | Kontiolahti          | 28.                 | –   | –   | 21. | –  | –   | –   |     |
| 2.               | Kontiolahti          | 11.                 | 6.  | –   | –   | 8. | –   | –   |     |
| 3.               | Hochfilzen           | 19.                 | 19. | –   | –   | 1. | –   | –   |     |
| 4.               | Hochfilzen           | 2.                  | 4.  | 12. | –   | –  | –   | –   |     |
| 5.               | Oberhof              | 73.                 | -   | –   | –   | –  | 2.  | -   |     |
| 6.               | Oberhof              | DNF                 | –   | 4.  | –   | 7. | –   | –   |     |
| 7.               | Anterselva           | –                   | –   | 28. | 35. | 6. | –   | –   |     |
| 8.               | Nově Město na Moravě | 6.                  | 12. | –   | –   | 5. | –   | –   |     |
| 9.               | Nově Město na Moravě | 17.                 | 24. | –   | –   | –  | -   | 2.  |     |
| 10.              | Östersund            | 3.                  | 23. | 1.  | –   | –  | –   | –   |     |
| Celkové umístění | Celkové umístění     | 10.                 | 12. | 1.  | 11. | 4. | 1.  | 1.  |     |
| Celkové umístění | Celkové umístění     | 707 bodů (8. místo) |     |     |     | 4. | 1.  | 1.  |     |

#### Sezóna 2021/2022
| ČSP              | Místo            | SP                   | SZ           | HZ           | IZ           | ŠT           | SŠT          | SZD          |
| ---------------- | ---------------- | -------------------- | ------------ | ------------ | ------------ | ------------ | ------------ | ------------ |
| 1.               | Östersund        | 27.                  | –            | –            | 20.          | –            | –            | –            |
| 2.               | Östersund (2)    | 35.                  | 15.          | –            | –            | 4.           | –            | –            |
| 3.               | Hochfilzen       | 53.                  | 15.          | –            | –            | 7.           | –            | –            |
| 4.               | Annecy           | 22.                  | 22.          | 17.          | –            | –            | –            | –            |
| 5.               | Oberhof          | 5.                   | 9.           | –            | –            | –            | 1.           |              |
| 6.               | Ruhpolding       | nestartovala         | nestartovala | nestartovala | nestartovala | nestartovala | nestartovala | nestartovala |
| 7.               | Anterselva       | –                    | –            | 12.          | 8.           | 1.           | –            | –            |
| 8.               | Kontiolahti      | 33.                  | 21.          | –            | –            | 1.           | –            | –            |
| 9.               | Otepää           | 5.                   | –            | 12.          | –            | –            | 1.           |              |
| 10.              | Oslo             | 26.                  | 11.          | 6.           | –            | –            | –            | –            |
| Celkové umístění | Celkové umístění | 22.                  | 15.          | 5.           | 7.           | 2.           | 1.           | 1.           |
| Celkové umístění | Celkové umístění | 470 bodů (15. místo) |              |              |              | 2.           | 1.           | 1.           |

#### Sezóna 2022/2023
| ČSP              | Místo                | SP                  | SZ  | HZ  | IZ | ŠT | SŠT | SZD |
| ---------------- | -------------------- | ------------------- | --- | --- | -- | -- | --- | --- |
| 1.               | Kontiolahti          | 7.                  | 14. | –   | 2. | 3. | –   | –   |
| 2.               | Hochfilzen           | 13.                 | 2.  | –   | –  | 5. | –   | –   |
| 3.               | Annecy               | 18.                 | 4.  | 10. | –  | –  | –   | –   |
| 4.               | Pokljuka             | 9.                  | 9.  | –   | –  | –  | –   | 1.  |
| 5.               | Ruhpolding           | –                   | –   | 16. | 7. | 1. | –   | –   |
| 7.               | Anterselva           | 52.                 | 38. | –   | –  | 6. | –   | –   |
| 8.               | Nové Město na Moravě | 2.                  | 2.  | –   | –  | –  | 3.  | –   |
| 9.               | Östersund            | –                   | –   | 9.  | 7. | 1. | –   | –   |
| 10.              | Oslo-Holmenkollen    | 27.                 | ZRU | 19. | –  | –  | –   | –   |
| Celkové umístění | Celkové umístění     | 10.                 | 6.  | 12. | 4. | 2. | 2.  | 2.  |
| Celkové umístění | Celkové umístění     | 731 bodů (6. místo) |     |     |    | 2. | 2.  | 2.  |

#### Sezóna 2023/2024
| ČSP              | Místo             | SP                   | SZ  | HZ  | IZ  | ŠT  | SŠT | SZD |
| ---------------- | ----------------- | -------------------- | --- | --- | --- | --- | --- | --- |
| 1.               | Östersund         | 6.                   | 5.  | ×   | 7.  | 1.  | 2.  | –   |
| 2.               | Hochfilzen        | 1.                   | 3.  | ×   | ×   | 1.  | ×   | ×   |
| 3.               | Lenzerheide       | 2.                   | 15. | 5.  | ×   | ×   | ×   | ×   |
| 4.               | Oberhof           | 17.                  | 3.  | ×   | ×   | 2.  | ×   | ×   |
| 5.               | Ruhpolding        | 1.                   | 2.  | ×   | ×   | 10. | ×   | ×   |
| 6.               | Anterselva        | ×                    | ×   | 17. | 12. | ×   | –   | 2.  |
| 8.               | Oslo-Holmenkollen | ×                    | ×   | 4.  | 1.  | ×   | 3.  | –   |
| 9.               | Soldier Hollow    | 2.                   | 11. | ×   | ×   | 1.  | ×   | ×   |
| 10.              | Canmore           | 17.                  | 19. | 8.  | ×   | ×   | ×   | ×   |
| Celkové umístění | Celkové umístění  | 1.                   | 5.  | 7.  | 2.  | 1.  | 1.  | 1.  |
| Celkové umístění | Celkové umístění  | 1044 bodů (3. místo) |     |     |     | 1.  | 1.  | 1.  |

#### Sezóna 2024/2025
| ČSP              | Místo                | SP                   | SZ           | HZ           | IZ           | ŠT           | SŠT          | SZD          |
| ---------------- | -------------------- | -------------------- | ------------ | ------------ | ------------ | ------------ | ------------ | ------------ |
| 1.               | Kontiolahti          | 32.                  | ×            | –            | 17.          | 3.           | 1.           | –            |
| 2.               | Hochfilzen           | nestartovala         | nestartovala | nestartovala | nestartovala | nestartovala | nestartovala | nestartovala |
| 3.               | Annecy               | nestartovala         | nestartovala | nestartovala | nestartovala | nestartovala | nestartovala | nestartovala |
| 4.               | Oberhof              | 15.                  | 15.          | ×            | ×            | ×            | 3.           | –            |
| 5.               | Ruhpolding           | nestartovala         | nestartovala | nestartovala | nestartovala | nestartovala | nestartovala | nestartovala |
| 6.               | Anterselva           | 23.                  | 16.          | ×            | ×            | 2.           | ×            | ×            |
| 7.               | Nové Město na Moravě | 1.                   | 17.          | ×            | ×            | 2.           | ×            | ×            |
| 8.               | Pokljuka             | ×                    | ×            | 17.          | 17.          | ×            | –            | 9.           |
| 9.               | Oslo-Holmenkollen    | 55.                  | 39.          | –            | ×            | ×            | ×            | ×            |
| Celkové umístění | Celkové umístění     | 15.                  | 29.          | 41.          | 22.          | 3.           | 3.           | 3.           |
| Celkové umístění | Celkové umístění     | 272 bodů (24. místo) |              |              |              | 3.           | 3.           | 3.           |

## Vítězství v závodech světového poháru, mistrovství světa a olympijských hrách

### Individuální
| Č. | sezóna    | datum            | místo                       | disciplína                |
| -- | --------- | ---------------- | --------------------------- | ------------------------- |
| 1. | 2020/2021 | 21. března 2021  | Östersund, Švédsko          | závod s hromadným startem |
| 2. | 2023/2024 | 8. prosince 2023 | Hochfilzen, Rakousko        | sprint                    |
| 3. | 2023/2024 | 12. ledna 2024   | Ruhpolding, Německo         | sprint                    |
| 4. | 2023/2024 | 1. března 2024   | Holmenkollen, Norsko        | vytrvalostní závod        |
| 5. | 2024/2025 | 7. března 2025   | Nové Město na Moravě, Česko | sprint                    |

### Kolektivní
| Č.                           | sezóna    | datum              | místo                         | disciplína           |
| ---------------------------- | --------- | ------------------ | ----------------------------- | -------------------- |
| 1.                           | 2017/2018 | 26. listopadu 2017 | Östersund, Švédsko            | štafeta              |
| 2.                           | 2018/2019 | 16. března 2019    | Östersund, Švédsko (MS)       | štafeta              |
| 3.                           | 2019/2020 | 8. prosince 2019   | Östersund, Švédsko            | štafeta              |
| 4.                           | 2019/2020 | 14. prosince 2019  | Hochfilzen, Rakousko          | štafeta              |
| 5.                           | 2019/2020 | 11. ledna 2020     | Oberhof, Německo              | štafeta              |
| 6.                           | 2019/2020 | 17. ledna 2020     | Ruhpolding, Německo           | štafeta              |
| 7.                           | 2019/2020 | 22. února 2020     | Anterselva, Itálie (MS)       | štafeta              |
| 8.                           | 2019/2020 | 7. března 2020     | Nové Město, Česko             | štafeta              |
| 9.                           | 2020/2021 | 13. prosince 2020  | Hochfilzen, Rakousko          | štafeta              |
| 10.                          | 2020/2021 | 20. února 2021     | Pokljuka, Slovinsko (MS)      | štafeta              |
| 11.                          | 2021/2022 | 8. ledna 2022      | Oberhof, Německo              | smíšená štafeta      |
| 12.                          | 2021/2022 | 22. ledna 2022     | Anterselva, Itálie            | štafeta              |
| 13.                          | 2021/2022 | 3. března 2022     | Kontiolahti, Finsko           | štafeta              |
| 14.                          | 2021/2022 | 13. března 2022    | Otepää, Estonsko              | smíšená štafeta      |
| 15.                          | 2022/2023 | 8. ledna 2023      | Pokljuka, Slovinsko           | smíšený závod dvojic |
| 16.                          | 2022/2023 | 14. ledna 2023     | Ruhpolding, Německo           | štafeta              |
| MS                           | 2022/2023 | 8. února 2023      | Oberhof, Německo (MS)         | smíšená štafeta      |
| 17.                          | 2022/2023 | 11. března 2023    | Östersund, Švédsko            | štafeta              |
| 18.                          | 2023/2024 | 29. listopadu 2023 | Östersund, Švédsko            | štafeta              |
| 19.                          | 2023/2024 | 10. prosince 2023  | Hochfilzen, Rakousko          | štafeta              |
| 20.                          | 2023/2024 | 9. března 2024     | Soldier Hollow, Spojené státy | štafeta              |
| 21.                          | 2024/2025 | 30. listopadu 2024 | Kontiolahti, Finsko           | smíšená štafeta      |
| – závod na mistrovství světa |           |                    |                               |                      |